# 師岡カリーマ・エルサムニー
師岡カリーマ・エルサムニー（もろおかカリーマ・エルサムニー、1970年 - ）は、アラビア語講師、コラムニスト。

## 人物・来歴
エジプト出身のアラビア語教育者アリー・ハサン・エル＝サムニーを父に、日本人女性を母に、東京都で生まれる。小学生の頃に家族で父の祖国・エジプトへ移り、以後はエジプトを母国とする。このため国籍はエジプトであったが、国籍法の改正により10代で日本国籍を取得、22歳で在エジプト日本大使館にて、日本国籍の国籍取得宣言をしている。宗教的にはムスリマである。
カイロ大学政治経済学部卒業後にイギリスへ渡り、ロンドン大学で音楽学士を取得。その後、母の祖国である日本に再び渡り、現在に至る。また、師岡の妹は留学先に日本を選んだ。
現在は獨協大学、慶應義塾大学で非常勤講師としてアラビア語を教えているほか、NHKワールドのアラビア語アナウンサーも務めている（主にラジオ）。その縁から、NHK教育テレビ『アラビア語会話』の講師をパイロット版時代から務めた。また「ニューズウィーク」誌にもコラムを寄稿していたが、論調は日本社会を冷徹に見つめたものになっており、前述の「アラビア語会話」の中でも、時折そうした姿勢をのぞかせることがあった。

## 主張
- 選択的夫婦別姓制度について、「日本の強制的な同姓制度で無理やり繋ぎ止められた家族が幸せとは思えない」として、家族の絆を重視するなら、導入を検討するべきだ、としている[1]。

## テレビ出演歴
いずれも教育テレビ。NHK出版で放送テキスト
- 短期集中講座・アラビア語入門（2003年夏から断続的に放送、全6回）
- アラビア語会話（開始から終了まで）
- テレビでアラビア語（2012年4月～）
- アラビーヤ・シャベリーヤ!エジプト編（2021年1月～）

## 著書
- 『アラビア語のかたち』白水社、2002年、新版2013年。ISBN 4560086427
- 『恋するアラブ人』白水社、2004年。ISBN 4560027722
- 『イスラームから考える』白水社、2008年。ISBN 4560031827
- 『変わるエジプト、変わらないエジプト』白水社、2013年。ISBN 4560083258

### 共編著ほか
- 西尾哲夫 共著『エクスプレス エジプト・アラビア語』白水社・CD付、1997年、新版2003年
- 本田孝一 共編著『アラビア文字を書いてみよう 読んでみよう』白水社、1999年、新版2006年
- 梨木香歩 共著『私たちの星で』岩波書店、2017年。ISBN 9784000612173

訳書
- ユスリー・フーダ『危険な道　9.11首謀者と会見した唯一のジャーナリスト』白水社、2016年

### 連載
- 岩波書店『世界』で「すぐそこにある世界」を連載（2019年3月号から2021年4月号まで全25回）
- 東京新聞に週1回コラムを連載